# Paul Meyer (filòleg)
Marie-Paul-Hyacinthe Meyer (París, 17 de gener de 1840 - Saint-Mandé, 7 de setembre de 1917) fou un filòleg francès.
Paul Meyer va començar la seva carrera amb l'estudi de la literatura occitana medieval abans de bastir una obra considerable en molts àmbits diferents de la literatura de les llengües romàniques. Se'l considerava a la seva època com una de les autoritats més importants pel que fa a la llengua francesa.
El 1863, va ingressar a la secció dels manuscrits de la Biblioteca Nacional francesa. El 1876, va entrar com a professor de llengües i literatures d'Europa meridional al Collège de France. El 1882, va ascendir a director de l'École des Chartes i després l'any següent, va esdevenir membre de l'Académie des inscriptions et belles-lettres. Va ser un dels fundadors de la revista francesa Revue critique i també, amb Gaston Paris de la revista de lingüística Romania (1872) i un dels seus col·laboradors principals.

## Obres
- Rapports sur les documents manuscrits de l'ancienne littérature de la France conservés dans les bibliothèques de la Grande-Bretagne (1871)[3]
- Recueil d'anciens textes bas-latins, provençaux et français (2 partides, 1874-1876)[4]
- Alexandre le Grand dans la littérature française du moyen âge (2 volums, 1886).[5]
- L'Apocalypse en français au XIIIe siècle (Paris MS fr. 403) (1900-1, amb Léopold Delisle)
- Documents linguistiques du midi de la France (Ain, Basses-Alpes, Hautes-Alpes, Alpes-Maritimes) (1909)[6]
- Aye d'Avignon (1861), amb François Guessard[7]
- Flamenca (1865)[8]
- L’Histoire de Guillaume le Maréchal (3 t., 1892-1902)[9]
- Raoul de Cambrai (1882), amb Auguste Longnon[10]
- Fragments d'une vie de Saint Thomas de Canterbury (1885)[11]
- Guillaume de la Barre (1894).[12]